# SNOW DISTANCE
「SNOW DISTANCE」（スノー ディスタンス）は日本の女性アイドルグループ・paletの楽曲。楽曲のプロデュースは、伊秩弘将が担当している。2014年12月10日にpaletの4枚目のシングルとして日本コロムビアから発売された。

## 背景とリリース
前作「VICTORY」から約4か月ぶりで、2014年3枚目のシングル。Type-AとType-B、Type-C、Type-D、イベント・ライブ会場でのみ販売されたType-E（ミュージックコネクティングカード）の計5形態でのリリース。
CDの封入特典として、初回プレス分のみトレーディングカード1種（全18種）が封入されており、内1種はレアカードとして「テルカ」が封入されている。さらなる特典として、Type-E除く4種類すべてに5つの「つなげてDISTANCEキャンペーン」応募券封入されている。また、Type-Eにはトレーディングカード1種（全18種）が封入されており、内1種はレアカードとして「VIPカード」が封入されている。
2015年6月21日に卒業予定の木元みずきは次作「Time to Change」には体調不良のため参加しておらず、本作が最後の収録シングルとなった。
楽曲は以下のメディアで使用されている。
- TBS系『ランク王国』2014年12月・2015年1月度オープニングテーマ

## アートワーク
ジャケットの写真のメンバーの割り振りは下表のとおり。
| Type-A | 「palet」メンバー                |
| Type-B | 藤本結衣・君島光輝               |
| Type-C | 平口みゆき・武田紗季             |
| Type-D | 木元みずき・井草里桜菜・中野佑美 |

## シングル収録トラック
全Type共通。Type-Eは「SNOW DISTANCE」のみ収録。DVDはType-Aのみ付属。
| #         | タイトル                         | 作詞        | 作曲        | 編曲        | 時間  |
| --------- | -------------------------------- | ----------- | ----------- | ----------- | ----- |
| 1.        | 「SNOW DISTANCE」                | 伊秩弘将    | 伊秩弘将    | 佐久間誠    | 5:10  |
| 2.        | 「Shake My Soul」                | 流田Project | 流田Project | 流田Project | 3:12  |
| 3.        | 「SNOW DISTANCE (Instrumental)」 |             | 伊秩弘将    | 佐久間誠    | 5:10  |
| 4.        | 「Shake My Soul (Instrumental)」 |             | 流田Project | 流田Project | 3:09  |
| 合計時間: | 合計時間:                        | 合計時間:   | 合計時間:   | 合計時間:   | 16:41 |

| #  | タイトル                                  | 作詞 | 作曲・編曲 |
| -- | ----------------------------------------- | ---- | ---------- |
| 1. | 「SNOW DISTANCE (Music Video)」           |      |            |
| 2. | 「SNOW DISTANCE (Making of Music Video)」 |      |            |